# فهرست پررفت‌وآمدترین فرودگاه‌ها در هند بر پایه جابه‌جایی مسافر
این مقاله شامل فهرست پررفت‌وآمدترین فرودگاه‌ها در هند برپایه جابه‌جایی مسافر است.

## آمار ۲۰۱۲
| رتبه ۲۰۱۱ | فرودگاه                                      | شهر                 | یاتا | مسافران ۲۰۱۲ | تغییر ۲۰۱۱–۲۰۱۲ |
| --------- | -------------------------------------------- | ------------------- | ---- | ------------ | --------------- |
| ۱         | فرودگاه بین‌المللی ایندیرا گاندی              | دهلی                | DEL  | ۳۵٬۸۸۱٬۹۶۵   | ۱۹٫۸            |
| ۲         | فرودگاه بین‌المللی چاتراپاتی شیواجی           | بمبئی               | BOM  | ۳۰٬۷۴۷٬۸۴۱   | ۵٫۸             |
| ۳         | فرودگاه بین‌المللی چنای                       | چنای                | MAA  | ۱۲٬۹۲۵٬۲۱۸   | ۷٫۳             |
| ۴         | فرودگاه بین‌المللی بنگالورو                   | بنگالورو            | BLR  | ۱۲٬۲۳۵٬۳۴۳   | ۹٫۵             |
| ۵         | فرودگاه بین‌المللی نتاجی سوباش چاندرا بوز     | کلکته               | CCU  | ۱۰٬۳۰۳٬۹۹۱   | ۷٫۰             |
| ۶         | فرودگاه بین‌المللی راجیو گاندی                | حیدرآباد (هند)      | HYD  | ۸٬۴۴۴٬۴۳۱    | ۱۱٫۱            |
| ۷         | فرودگاه بین‌المللی کوچین                      | کوچی (شهر هند)      | COK  | ۴٬۷۱۷٬۶۵۰    | ۸٫۷             |
| ۸         | فرودگاه بین‌المللی سردار ولابهبهی پتل         | احمدآباد (هندوستان) | AMD  | ۴٬۶۹۵٬۱۱۵    | ۱۶٫۱            |
| ۹         | فرودگاه دابولیم                              | گوا                 | GOI  | ۳٬۵۲۱٬۵۵۱    | ۱۴٫۳            |
| ۱۰        | فرودگاه پون                                  | پونه (شهر)          | PNQ  | ۳٬۲۹۳٬۱۴۶    | ۱۷٫۲            |
| ۱۱        | فرودگاه بین‌المللی تریواندروم                 | تریواندروم          | TRV  | ۲٬۸۱۴٬۷۹۹    | ۱۱٫۴            |
| ۱۲        | فرودگاه بین‌المللی لوکپریرا گوپیناز بوردولوئی | گواتی               | GAU  | ۲٬۲۴۴٬۶۸۴    | ۱۶٫۰            |
| ۱۳        | فرودگاه بین‌المللی کالیکوت                    | کالیکوت             | CCJ  | ۲٬۲۰۹٬۷۱۶    | ۷٫۳             |
| ۱۴        | فرودگاه اماوسی                               | لکهنو               | LKO  | ۲٬۰۱۸٬۵۵۴    | ۲۸٫۱            |
| ۱۵        | فرودگاه بین‌المللی جایپور                     | جایپور              | JAI  | ۱٬۸۲۸٬۳۰۴    | ۱۰٫۵            |
| ۱۶        | فرودگاه سرینگر                               | سرینگر              | SXR  | ۱٬۶۳۲٬۰۹۸    | ۵۷٫۰            |
| ۱۷        | فرودگاه بین‌المللی دکتر باباساهب آمبدکار      | ناگپور              | NAG  | ۱٬۴۱۵٬۷۳۹    | ۱۴٫۵            |
| ۱۸        | فرودگاه کویمباتور                            | کویمباتور           | CJB  | ۱٬۳۴۵٬۳۸۱    | ۸٫۲             |
| ۱۹        | فرودگاه بیجو پاتنایک                         | بوبانسور            | BBI  | ۱٬۲۵۳٬۲۶۳    | ۱۹٫۹            |
| ۲۰        | فرودگاه دیوی اهیلیابای هولکار                | ایندور              | IDR  | ۱٬۱۱۲٬۸۳۴    | ۲۶٫۶            |

## آمار ۲۰۱۱
| رتبه ۲۰۱۱ | فرودگاه                                      | شهر                 | یاتا | مسافران ۲۰۱۱ | تغییر ۲۰۱۰–۲۰۱۱ |
| --------- | -------------------------------------------- | ------------------- | ---- | ------------ | --------------- |
| ۱         | فرودگاه بین‌المللی ایندیرا گاندی              | دهلی                | DEL  | ۳۵٬۰۰۱٬۷۴۳   | ۲۲٫۶۸           |
| ۲         | فرودگاه بین‌المللی چاتراپاتی شیواجی           | بمبئی               | BOM  | ۳۰٬۴۳۹٬۱۲۱   | ۸٫۱۸            |
| ۳         | فرودگاه بین‌المللی چنای                       | چنای                | MAA  | ۱۲٬۷۷۰٬۸۸۴   | ۹٫۱۵            |
| ۴         | فرودگاه بین‌المللی بنگالورو                   | بنگالورو            | BLR  | ۱۲٬۵۴۳٬۵۲۳   | ۱۱٫۶۲           |
| ۵         | فرودگاه بین‌المللی نتاجی سوباش چاندرا بوز     | کلکته               | CCU  | ۱۰٬۲۵۱٬۵۰۵   | ۱۱٫۶۶           |
| ۶         | فرودگاه بین‌المللی راجیو گاندی                | حیدرآباد (هند)      | HYD  | ۸٬۲۷۰٬۷۶۴    | ۱۳٫۳۳           |
| ۷         | فرودگاه بین‌المللی کوچین                      | کوچی (شهر هند)      | COK  | ۴٬۶۵۲٬۲۰۹    | ۹٫۹۲            |
| ۸         | فرودگاه بین‌المللی سردار ولابهبهی پتل         | احمدآباد (هندوستان) | AMD  | ۴٬۰۴۳٬۴۷۳    | ۲۳٫۷۸           |
| ۹         | فرودگاه دابولیم                              | گوا                 | GOI  | ۳٬۴۱۵٬۴۱۰    | ۱۷٫۱۰           |
| ۱۰        | فرودگاه پون                                  | پونه (شهر)          | PNQ  | ۳٬۱۵۰٬۸۱۹    | ۱۶٫۲۱           |
| ۱۱        | فرودگاه بین‌المللی تریواندروم                 | تریواندروم          | TRV  | ۲٬۷۴۲٬۲۸۲    | ۹٫۰۹            |
| ۱۲        | فرودگاه بین‌المللی لوکپریرا گوپیناز بوردولوئی | گواتی               | GAU  | ۲٬۲۱۵٬۹۹۹    | ۱۹٫۹۸           |
| ۱۳        | فرودگاه بین‌المللی کالیکوت                    | کالیکوت             | CCJ  | ۲٬۱۹۴٬۲۶۸    | ۹٫۱۶            |
| ۱۴        | فرودگاه اماوسی                               | لکهنو               | LKO  | ۱٬۹۷۲٬۱۱۱    | ۳۵٫۸۸           |
| ۱۵        | فرودگاه بین‌المللی جایپور                     | جایپور              | JAI  | ۱٬۷۸۱٬۲۹۲    | ۹٫۴۶            |
| ۱۶        | فرودگاه سرینگر                               | سرینگر              | SXR  | ۱٬۵۳۷٬۴۹۰    | ۵۹٫۸۰           |
| ۱۷        | فرودگاه بین‌المللی دکتر باباساهب آمبدکار      | ناگپور              | NAG  | ۱٬۴۰۳٬۵۳۹    | ۲۳٫۸۷           |
| ۱۸        | فرودگاه کویمباتور                            | کویمباتور           | CJB  | ۱٬۳۵۰٬۲۱۷    | ۱۳٫۹۹           |
| ۱۹        | فرودگاه بیجو پاتنایک                         | بوبانسور            | BBI  | ۱٬۱۹۸٬۵۵۰    | ۱۹٫۰۲           |
| ۲۰        | فرودگاه دیوی اهیلیابای هولکار                | ایندور              | IDR  | ۱٬۹۴۷٬۳۳۸    | ۲۲٫۵۰           |
| ۲۱        | فرودگاه لوک نایاک جایاپراکاش                 | پتنا                | PAT  | ۹۹۹٬۰۲۵      | ۲۸٫۵۸           |
| ۲۲        | فرودگاه اگرتلا                               | اگرتلا              | IXA  | ۸۸۹٬۰۵۶      | ۳۸٫۲۹           |
| ۲۳        | فرودگاه جامو                                 | جامو                | IXJ  | ۸۸۰٬۱۸۵      | ۴۷٫۰۶           |
| ۲۴        | فرودگاه ویساکاپاتنام                         | ویساکاپاتنام        | VTZ  | ۸۷۸٬۰۰۰      | ۲۹٫۴۵           |
| ۲۵        | فرودگاه تیروچیراپالی                         | تیروچیراپالی        | TRZ  | ۸۶۹٬۸۵۱      | ۱۸٫۴۹           |
| ۲۶        | فرودگاه منگالور (هند)                        | منگلور              | IXE  | ۸۶۱٬۵۸۸      | ۲٫۰۶            |
| ۲۷        | فرودگاه بین‌المللی سری گرو رام داس جی         | امریتسار            | ATQ  | ۸۶۰٬۰۹۷      | ۱۴٫۴۴           |
| ۲۸        | فرودگاه چندی‌گر                               | چندی‌گر              | IXC  | ۷۵۴٬۶۱۴      | ۲۶٫۹۵           |
| ۲۹        | فرودگاه راجپور                               | رای‌پور              | RPR  | ۷۵۰٬۱۲۷      | ۵۳٫۹۷           |
| ۳۰        | فرودگاه باگدوگرا                             | Bagdogra            | IXB  | ۷۱۳٬۶۹۳      | ۷٫۸۳            |
| ۳۱        | فرودگاه ایمفال                               | ایمفال              | IMF  | ۷۰۹٬۸۷۷      | ۳۸٫۱۷           |
| ۳۲        | فرودگاه بنارس                                | بنارس               | VNS  | ۶۷۸٬۶۴۵      | ۲۶٫۹۴           |
| ۳۳        | فرودگاه هارنی سیویل                          | وادودارا            | BDQ  | ۶۵۳٬۰۵۹      | ۱۴٫۶۲           |
| ۳۴        | فرودگاه بین‌المللی ویر سوارکار                | پورت بلر            | IXZ  | ۵۸۱٬۲۵۳      | -۰٫۰۷           |
| ۳۵        | فرودگاه مادوری                               | مادورای             | IXM  | ۵۰۳٬۳۸۱      | ۴۱٫۰۶           |
| ۳۶        | فرودگاه بیرسا موندا                          | رانچی               | IXR  | ۴۵۹٬۲۲۸      | ۳۳٫۹۹           |
| ۳۷        | فرودگاه راجا بهوجا                           | بوپال               | BHO  | ۳۸۴٬۵۰۲      | ۳۰٫۳۸           |
| ۳۸        | فرودگاه اورنگ‌آباد                            | اورنگ‌آباد           | IXU  | ۳۷۴٬۵۳۹      | ۴۹٫۵۹           |
| ۳۹        | فرودگاه کوشک باکولا ریمپچ                    | له (شهر)            | IXL  | ۳۷۰٬۵۰۴      | ۴۴٫۴۵           |
| ۴۰        | فرودگاه اودی‌پور                              | اودی‌پور             | UDR  | ۳۵۳٬۱۸۸      | -۵٫۱۱           |

## آمار ۲۰۱۰
| رتبه ۲۰۱۰ | فرودگاه                                          | شهر                 | یاتا | مسافران ۲۰۱۰ | تغییر ۲۰۰۹–۲۰۱۰ |
| --------- | ------------------------------------------------ | ------------------- | ---- | ------------ | --------------- |
| ۱         | فرودگاه بین‌المللی ایندیرا گاندی                  | Delhi               | DEL  | ۲۸٬۵۳۱٬۶۰۷   | ۳۵٫۰۳           |
| ۲         | فرودگاه بین‌المللی چاتراپاتی شیواجی               | Mumbai              | BOM  | ۲۸٬۱۳۷٬۷۹۷   | ۳۰٫۰۵           |
| ۳         | فرودگاه بین‌المللی چنای                           | Chennai             | MAA  | ۱۱٬۶۹۹٬۸۹۴   | ۱۶٫۰۴           |
| ۴         | فرودگاه بین‌المللی بنگالورو                       | Bangalore           | BLR  | ۱۱٬۲۳۷٬۴۶۸   | ۱۴٫۸۱           |
| ۵         | فرودگاه بین‌المللی نتاجی سوباش چاندرا بوز         | Kolkatta            | CCU  | ۹٬۱۸۱٬۱۸۲    | ۲۹٫۴۹           |
| ۶         | Rajiv Gandhi International airport               | Hyderabad           | HYD  | ۷٬۲۹۸٬۰۶۴    | ۶۱٫۴۹           |
| ۷         | فرودگاه بین‌المللی کوچین                          | کوچی (شهر هند)      | COK  | ۴٬۲۳۲٬۴۵۳    | ۲۰٫۹            |
| ۸         | فرودگاه بین‌المللی سردار ولابهبهی پتل             | احمدآباد (هندوستان) | AMD  | ۳٬۷۸۴٬۸۱۸    | ۱۳٫۴۴           |
| ۹         | فرودگاه دابولیم                                  | گوا                 | GOI  | ۲٬۹۱۶٬۵۷۰    | ۹٫۵۱            |
| ۱۰        | فرودگاه پون                                      | پونه (شهر)          | PNQ  | ۲٬۷۱۱٬۳۶۶    | ۱۶٫۰۴           |
| ۱۱        | فرودگاه بین‌المللی تریواندروم                     | Thiruvananthapuram  | TRV  | ۲٬۵۱۳٬۸۵۶    | ۲۴٫۶۱           |
| ۱۲        | فرودگاه بین‌المللی کالیکوت                        | Kozikode            | CCJ  | ۲٬۰۱۰٬۱۹۲    | ۲۹٫۲۵           |
| ۱۳        | Lokpriya Gopinath Bordoloi International airport | Guwahati            | GAU  | ۱٬۸۴۷٬۰۱۴    | ۳۱٫۰۰           |
| ۱۴        | Sangner International Airport                    | Jaipur              | JAI  | ۱٬۶۲۷٬۳۷۱    | ۳۷٫۱۴           |
| ۱۵        | فرودگاه اماوسی                                   | Lucknow             | LKO  | ۱٬۴۵۱٬۳۸۳    | ۱۲٫۵۱           |
| ۱۶        | فرودگاه کویمباتور                                | Coimbatore          | CJB  | ۱٬۱۸۴٬۵۱۸    | ۱۱٫۲۵           |
| ۱۷        | Dr. Babashaeb Ambedkar International Airport     | Nagpur              | NAG  | ۱٬۱۳۳٬۰۹۵    | ۲۱٫۰۷           |
| ۱۸        | فرودگاه بیجو پاتنایک                             | Bhubaneswar         | BBI  | ۱٬۰۰۷٬۰۰۴    | ۱۱٫۹۲           |
| ۱۹        | Sheikh-Ul-Alam International Airport             | Srinagar            | SXR  | ۹۶۲٬۱۵۳      | ۱۴٫۵۷           |
| ۲۰        | Devi Ahilyabai Airport                           | Indore              | IDR  | ۸۵۴٬۹۳۶      | ۸٫۷۶            |
| ۲۱        | فرودگاه منگالور (هند)                            | Mangalore           | IXE  | ۸۴۴٬۲۳۸      | ۸٫۳۹            |
| ۲۲        | Loknayak Jaiprakash Airport                      | Patna               | PAT  | ۷۷۶٬۹۵۷      | ۱۵٫۴۶           |
| ۲۳        | فرودگاه بین‌المللی سری گرو رام داس جی             | Amritsar            | ATQ  | ۷۵۱٬۵۶۹      | ۱۵٫۲۹           |
| ۲۴        | Thiruchilapalli Airport                          | Trichy              | TRZ  | ۷۳۴٬۱۳۰      | ۱۵٫۴۲           |
| ۲۵        | Visakapatnam Airport                             | Vishakapatnam       | VTZ  | ۶۷۸٬۲۵۵      | ۱٫۹۷            |
| ۲۶        | فرودگاه باگدوگرا                                 | Bagdogra            | IXB  | ۶۶۱٬۸۵۵      | ۲۰٫۲۲           |
| ۲۷        | فرودگاه اگرتلا                                   | Agartala            | IXA  | ۶۴۲٬۸۸۳      | ۱۲٫۹۹           |
| ۲۸        | فرودگاه جامو                                     | Jammu               | IXJ  | ۵۹۸٬۵۰۳      | ۴٫۶۷            |
| ۲۹        | فرودگاه چندی‌گر                                   | Chandigarh          | IXC  | ۵۹۴٬۳۹۵      | ۱۵٫۵۹           |
| ۳۰        | فرودگاه بین‌المللی ویر سوارکار                    | Portblair           | IXZ  | ۵۸۱٬۶۴۸      | ۱۸٫۶۷           |
| ۳۱        | فرودگاه هارنی سیویل                              | Vadodara            | BDQ  | ۵۶۹٬۷۸۰      | ۴٫۴۵            |
| ۳۲        | فرودگاه بنارس                                    | Varanasi            | VNS  | ۵۳۴٬۶۳۰      | -۸٫۵۲           |
| ۳۳        | فرودگاه ایمفال                                   | Imphal              | IMF  | ۵۱۳٬۷۷۵      | ۲۸٫۶۸           |
| ۳۴        | فرودگاه راجپور                                   | Raipur              | RPR  | ۴۸۷٬۱۸۸      | ۳۴٫۲۹           |
| ۳۵        | فرودگاه اودی‌پور                                  | Udaipur             | UDR  | ۳۷۲٬۲۲۷      | ۱۰٫۵۸           |
| ۳۶        | فرودگاه مادوری                                   | Madurai             | IXM  | ۳۵۶٬۸۴۵      | ۲۱٫۶۴           |
| ۳۷        | Bisra Munda Airport                              | Ranchi              | IXR  | ۳۴۲٬۷۳۸      | -۱٫۲۶           |
| ۳۸        | فرودگاه راجا بهوجا                               | Bhopal              | BHO  | ۲۹۴٬۸۹۹      | ۱۴٫۱۵           |
| ۳۹        | فرودگاه کوشک باکولا ریمپچ                        | له (شهر)            | IXL  | ۲۵۶٬۴۸۹      | ۱۹٫۳۴           |
| ۴۰        | فرودگاه اورنگ‌آباد                                | Aurangabad          | IXU  | ۲۵۰٬۳۷۴      | ۱۹٫۱۲           |